# 萊奧瓦
萊奧瓦是摩爾多瓦的城市，也是萊奧瓦區的首府，位於該國西部普魯特河東岸，毗鄰與羅馬尼亞接壤的邊境，始建於1495年，海拔高度45米，2014年人口7,443。

## 外部連結
- www.e-leova.info
- www.leova.md （页面存档备份，存于）
- www.leovacity.narod.ru （页面存档备份，存于）
- leova music （页面存档备份，存于）

46°29′N 28°15′E / 46.483°N 28.250°E